# Pteronetta hartlaubii
El pato de Hartlaub  (Pteronetta hartlaubii) es una especie de ave anseriforme de la familia Anatidae. Es un pato africano cuya área de distribución se extiende desde el Congo hasta Sierra Leona y Guinea.